# Peske Géza
Peske Géza (Garamkelecsény, 1859. január 22. – Bodajk, 1934. május 18.) magyar festőművész.

## Pályája
Édesapja gazdatiszt volt, akit korán elvesztett, azután családja megélhetés nélkül maradt. János bátyjának köszönhette, hogy folytathatta tanulmányait, ő járatta a pécsi gimnáziumba. Később Németországba ment, 1876-tól Benczúr Gyulánál és Ludwig von Löfftznél tanult a müncheni akadémián. Első komoly munkája egy bajor paraszt arcképe volt, amit 1881-ben Budapestre küldött. Gyermekeket ábrázoló zsánerképei igen népszerűek voltak. Münchenben élt tizennyolc évig. 1894-ben Budapesten telepedett le. Több képes újság számára készített illusztrációt. Műveiből a Magyar Nemzeti Galéria is őriz néhányat. Sírhelye a bodajki temetőben található.

## Galéria

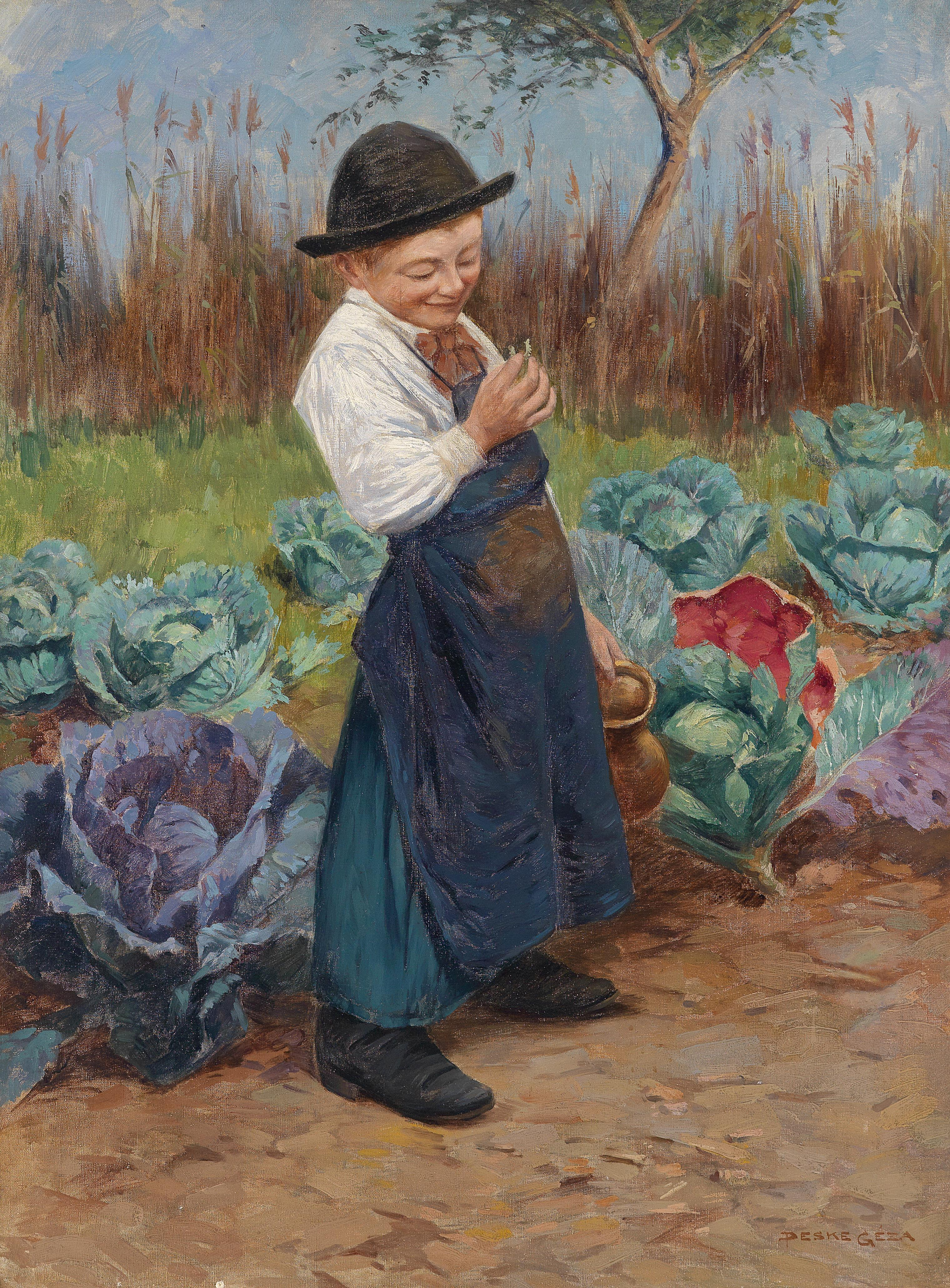
Kis kertész (magángyűjtemény)
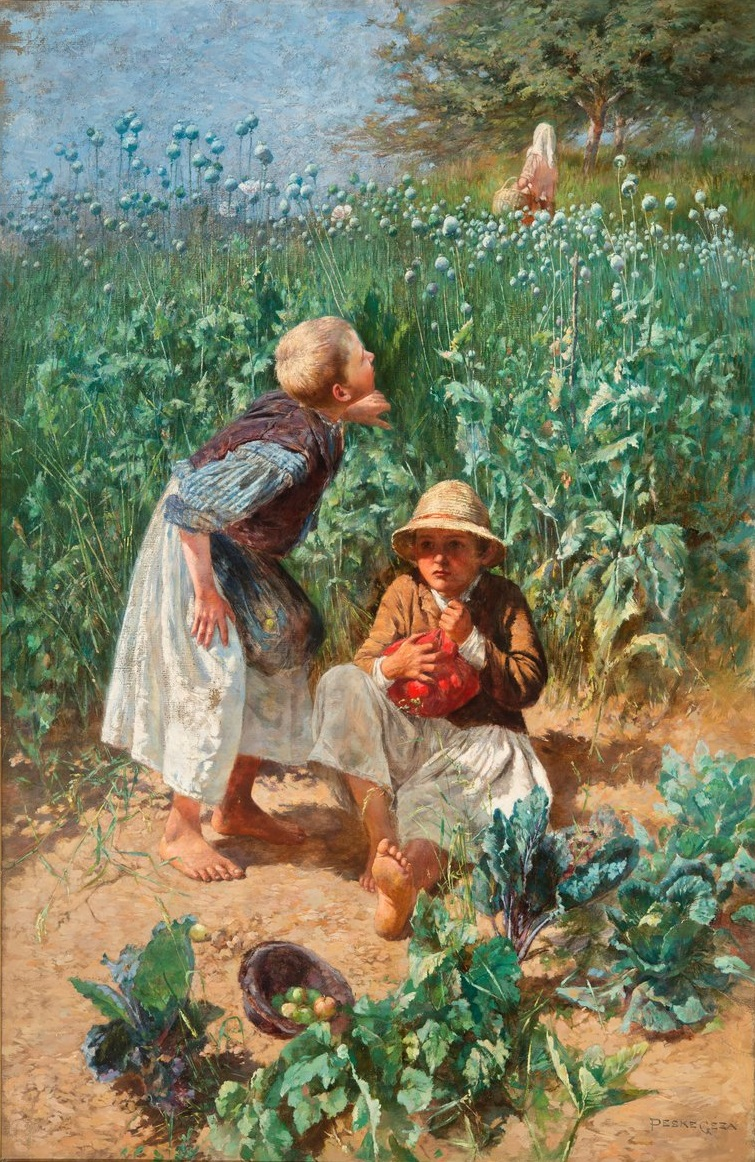
Máktolvajok (Nemzeti Galéria)
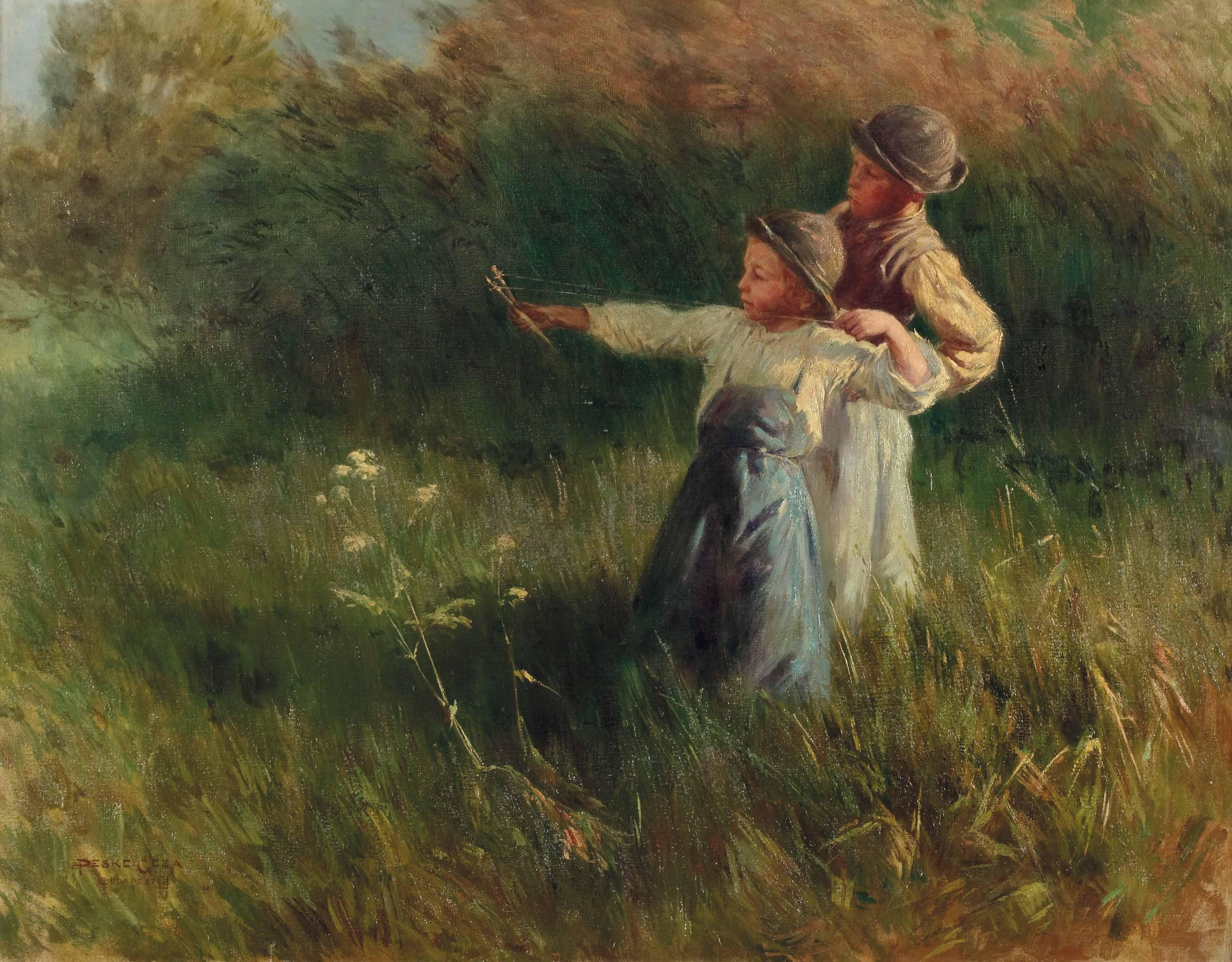
Két csúzlis a nyári mezőn (1934, magángyűjtemény)
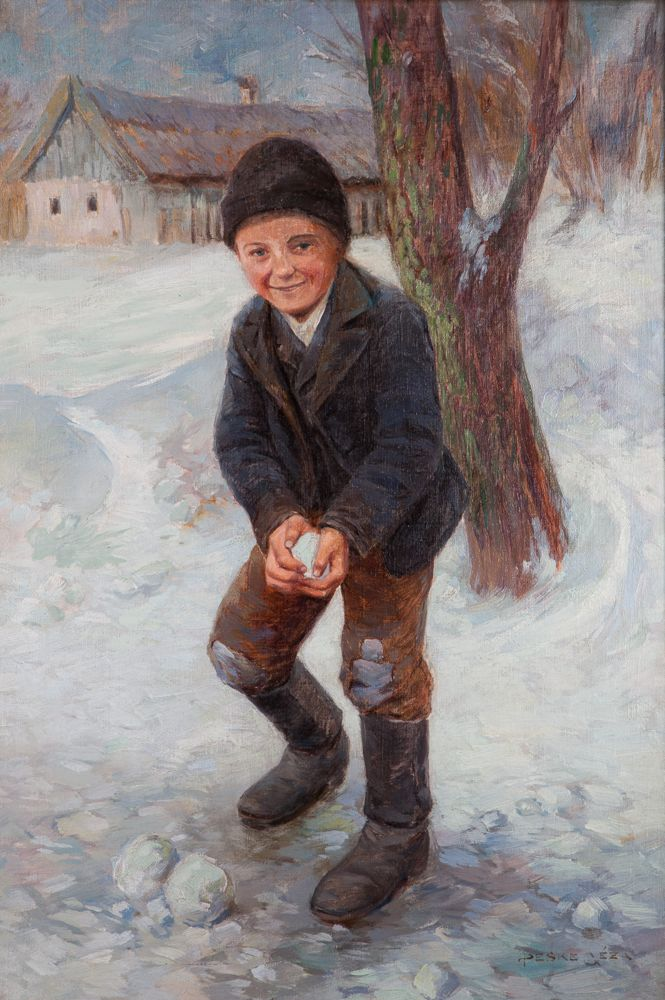
Hógolyózó (magángyűjtemény)

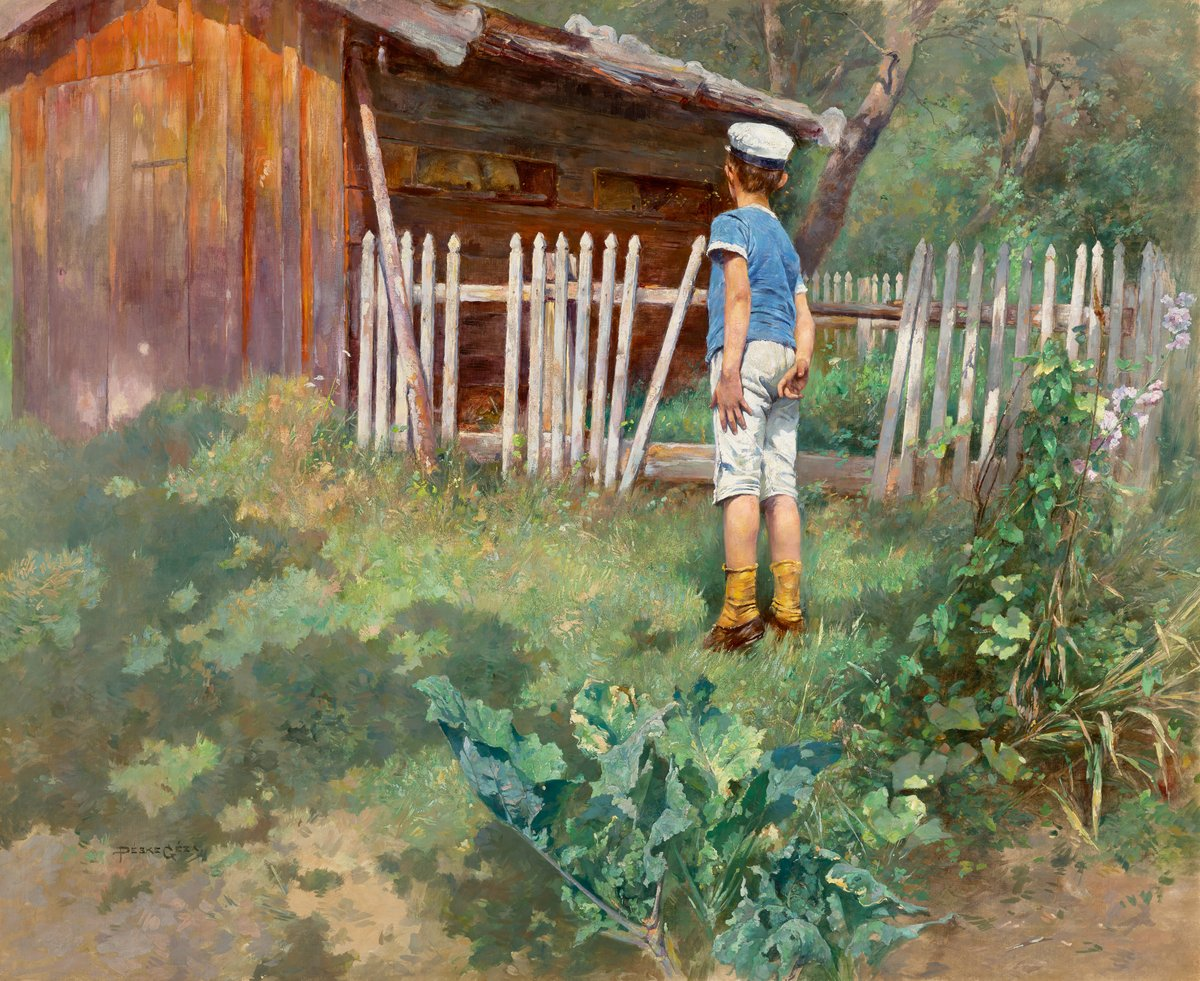
Nyaralón (1890-es évek eleje, Magyar Nemzeti Galéria)
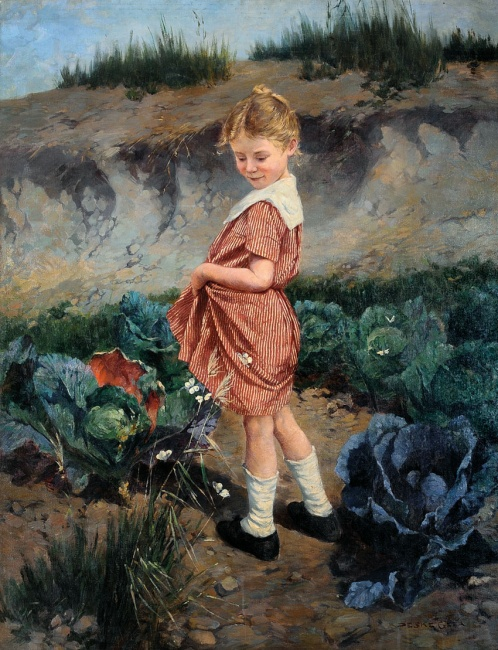
Piros ruhás kislány (magángyűjtemény)
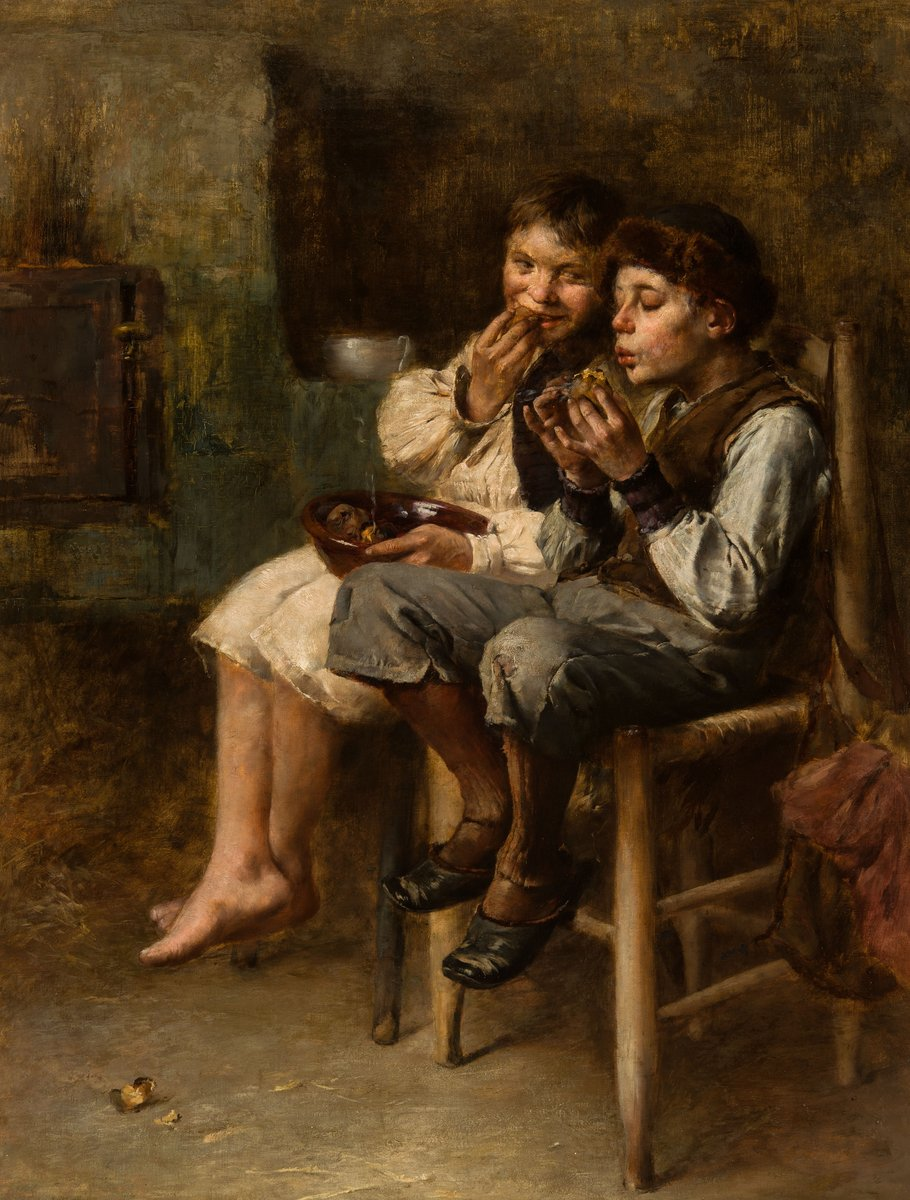
Forró (1880-as évek közepe, Magyar Nemzeti Galéria)
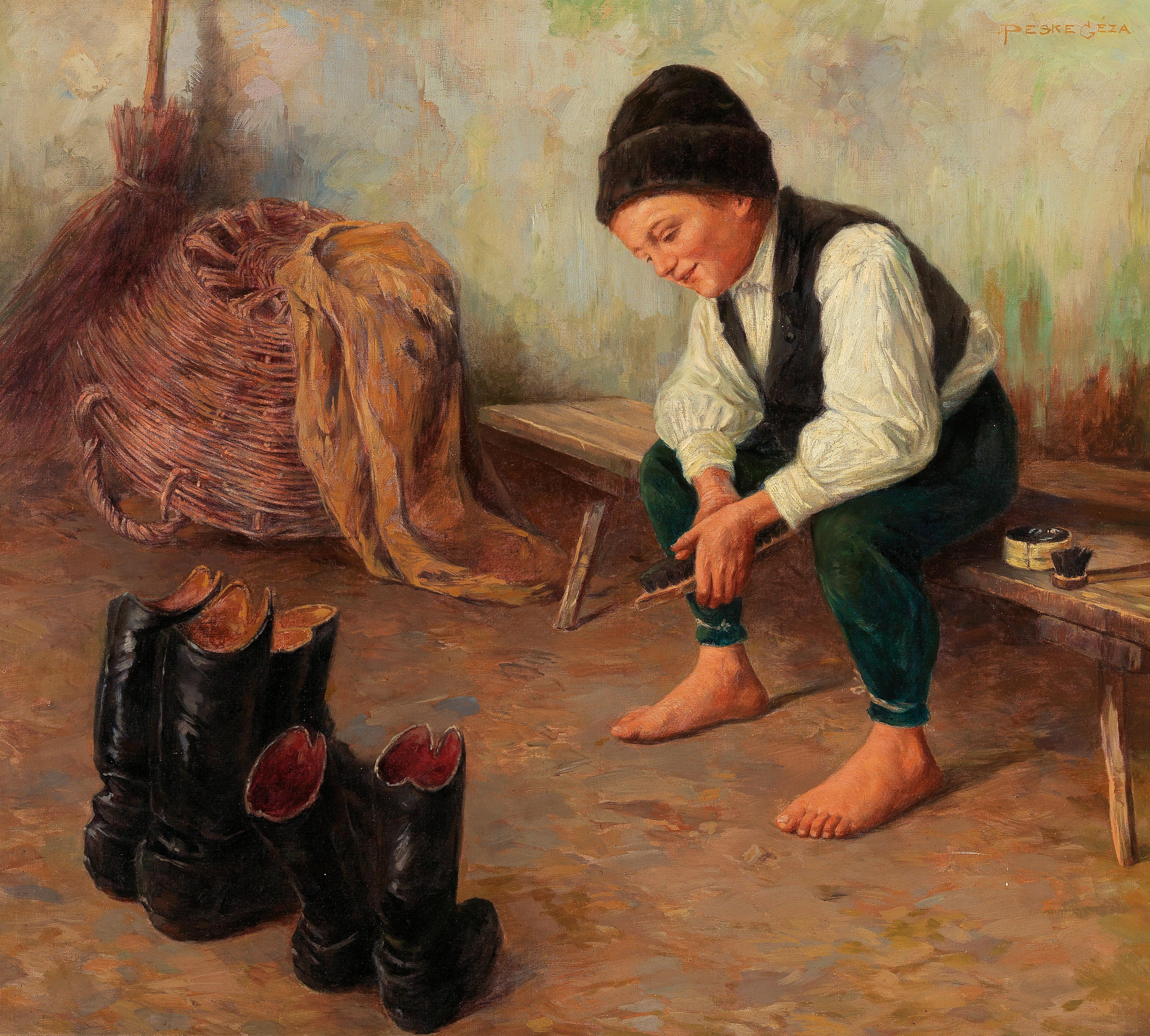
A cipőtisztító (1934, magángyűjtemény)